# Lijst van beken op de Veluwe

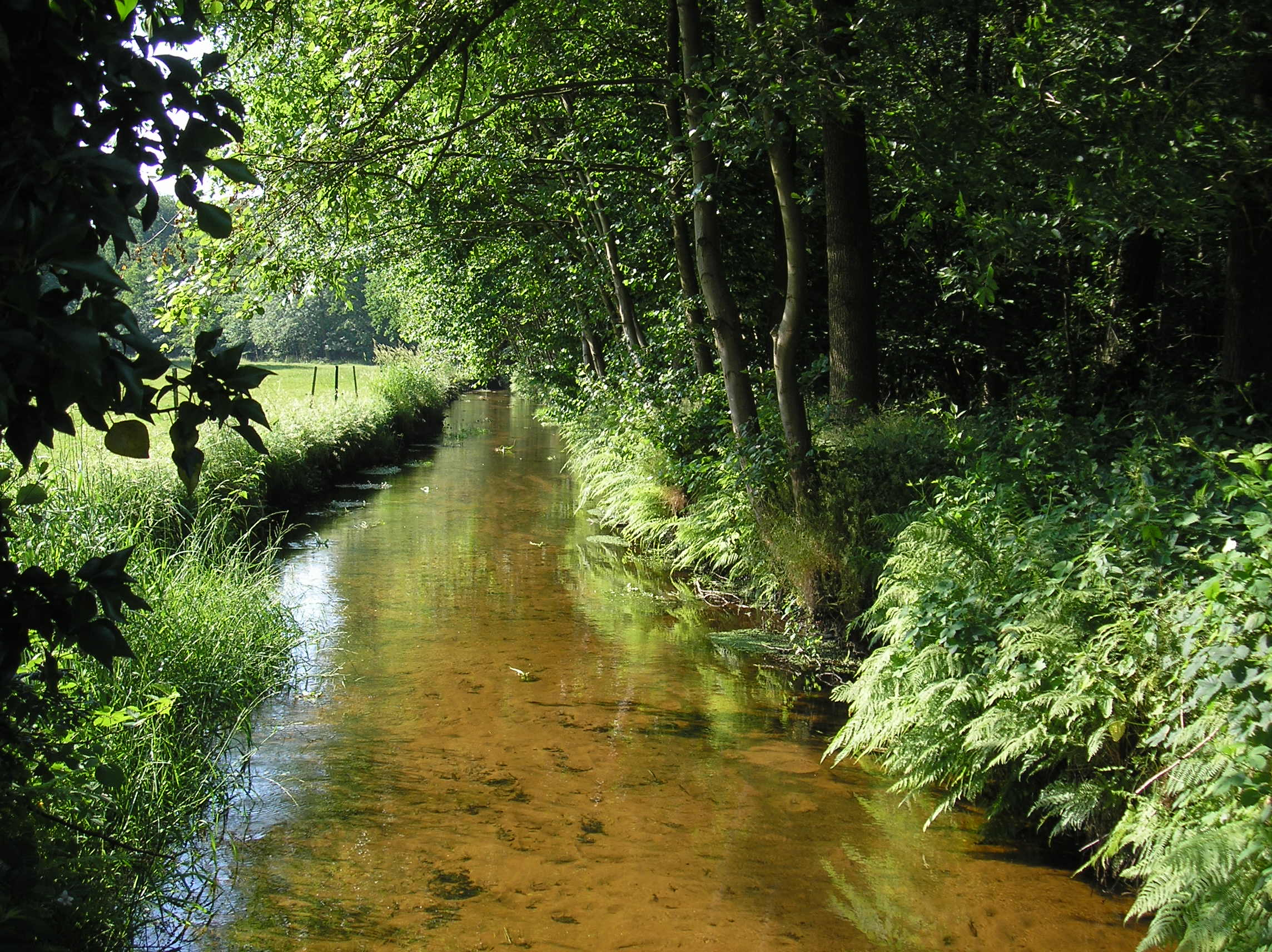
De Leuvenumsche Beek, een van de vele beekjes op het Veluwemassief

Dit is een lijst van beken die door de Veluwe (inclusief beheergebied van Waterschap Vallei en Veluwe) stromen. Hieronder een alfabetische lijst van deze beken.

## Lijst

### A
- Astbeek
- Achterbeekje
- Andhuizerbeek
- Achterdorp

### B
- Badhuisspreng
- Barneveldse Beek
- Beekbergse Beek
- Beekhuizer Beek
- Bosbeekspreng
- Bovenbeek
- Bronbeek
- Buzerdse Beek

### C
- Cannenburgherweg
- Coldenhovense Beek

### D
- Dorpse Beek
- De Hegge
- Dorpse Beek
- Dierense Hank
- Dunobeek

### E
- Egelbeek
- Eendrachtsspreng
- Emperbeek
- Eerbeekse Beek
- Esvelderbeek

### F
- Fliertse Beek

### G
- Grift
- Gielenbeek
- Ganzenbeek
- Garderbroeksche Beek
- Grote Beek
- Gravinnebeek

### H
- Hierdense Beek
- Heelsumsche Beek
- Halveradsbeek
- Hoekelumse Spreng
- Hoevelakense Beek
- Hartense Molenbeek

### I
- Imbosbeek

### K
- Klarenbeek
- Kortenburgsebeek

### L
- Lunterse Beek
- Leuvenumsche Beek
- Loenense Molenbeek

### M
- Molenbeek Renkum
- Molenbeek

### N
- Nun

### O
- Oliemolenbeek
- Oorsprongbeek

### P
- Beek op de Paasberg
- Paradijsbeek

### R
- Rozendaalse Beek

### S
- Soerense Beek
- Sint-Jansbeek
- Seelbeek
- Slijpbeek
- Staverdensche Beek
- Stroobroekbeek
- Strobroekse molenbeek

### V
- Beek op de Vijverberg
- Vrijenberger Spreng
- Voorthuizerbeek
- Voorsterbeek

### W
- Beek op Warnsborn

### Z
- Zuiderbeek